# Apokalypse des Adam
Die Apokalypse des Adam ist im Corpus der Nag-Hammadi-Schriften (NHC V,5) überliefert und wird zur Sethianischen Gnosis gezählt. Neben grundlegenden jüdischen Einflüssen mit eindeutigen Parallelen zum Alten Testament sind auch ägyptische und griechische Einflüsse (z. B. neun Pieriden bzw. Musen werden erwähnt) erkennbar. Ob möglicherweise christliche Einflüsse vorhanden sind, ist umstritten. Ob die Apokalypse des Adam vorchristlich ist, ist ebenso umstritten, eventuell entstand sie ungefähr im 1. Jahrhundert vor Christus. Die Einheitlichkeit des ganzen Textes wird bezweifelt. Ein Haupttext wurde möglicherweise durch weitere Elemente oder Quellen angereichert.

## Inhalt
Gemäß der kurzen Einleitung und den abschließenden Sätzen enthält die Apokalypse des Adam Offenbarungen Adams, die er an seinen Sohn Set verkündigt hat und welche von diesem dann weitergegeben wurden. Adam berichtet zunächst von Eva, von der Erschaffung des Menschen, und einer gemeinsamen Zeit der Erkenntnis und Herrlichkeit, in welcher sie beide Engeln gleich waren. Darauf folgt der Verlust der wahren Erkenntnis, eine Zeit von Furcht und Knechtschaft beginnt, und der Tod erhält Macht über den Menschen. Es schließt sich die Sintflut an, in deren Folge die Erde unter den Nachkommen Noachs aufgeteilt wird. Im Folgenden werden im Zusammenhang mit der Herkunft eines kommenden Erlösers 13 Königreiche beschrieben. Hiernach folgen apokalyptische Strafandrohungen und Heilsversprechen für die Tugendhaften.
Im abschließenden Absatz wird die heilbringende Bedeutung der Offenbarungen Adams an Set nochmals (als verborgene Gnosis, heilige Taufe, lebendiges Wasser) herausgestrichen.

## Übersetzung
- Emmanouela Grypeou: Apokalypse Adams. Jüdische Schriften aus hellenistisch-römischer Zeit – Neue Folge (JSHRZ-NF), Band 1 / Lieferung 2. Gütersloher Verlagshaus, 2015, ISBN 978-3-579-05247-2.